# Nachtmahr
A Nachtmahr (a német kifejezés jelentése rémálom) Thomas Rainer (a L'Âme Immortelle alapítója) 2007-ben alapított szólóprojektje, melyre leginkább a Techno body music műfaj a jellemző (elektronikus zene keverve az industrial metal elemeivel). A Nachtmahr munkásságát számos kritika övezi, mivel többen szexista, valamint a fasizmushoz köthető elemeket vélnek felfedezni benne. Ezen vádakat Rainer és munkatársai határozottan elutasították.

## Diszkográfia

### Stúdióalbumok
- Feuer Frei (2008)
- Alle Lust Will Ewigkeit (2009)
- Semper Fidelis (2010)
- Veni Vidi Vici (2012)
- Feindbild (2014)
- Kampfbereit (2016)
- Antithese (2019)
- Flamme (2020)
- Beweg dich! (2021)

### EP-k
- Kunst Ist Krieg (2007)
- Katharsis (2008)
- Mädchen in Uniform (2010)
- Can You Feel the Beat? (2011)
- Widerstand (2018)
- Gehorsam (2018)
- Funke (2020)

### Válogatásalbumok
- Unbeugsam (2017)